# Homosexualität in der Dominikanischen Republik

Geografische Lage der Dominikanischen Republik

Homosexualität in der Dominikanischen Republik ist gesellschaftlich weitgehend akzeptiert.

## Legalität
Homosexuelle Handlungen sind in der Dominikanischen Republik legal. Das Schutzalter liegt einheitlich bei 18 Jahren. Antidiskriminierungsgesetze zum Schutz der sexuellen Identität bestehen nicht.

## Anerkennung gleichgeschlechtlicher Paare
Eine staatliche Anerkennung ist bisher weder in Form der  gleichgeschlechtlichen Ehe noch in Form einer Eingetragenen Partnerschaft erfolgt.

## Gesellschaftliche Situation
Eine homosexuelle Community findet sich vorwiegend in der Hauptstadt Santo Domingo. 
2013 trat der offen homosexuell lebende Wally Brewster als neuer US-Botschafter sein Amt in der Dominikanischen Republik an. Dabei kam es zu Protesten und verbalen Angriffen seitens Katholiken und Evangelikalen. Kardinal Nicolás de Jesús López Rodríguez kommentierte die Entsendung Brewsters mit den Worten „Gehen wir jetzt von Schwuchteln und Lesben zu den Hühnern über?“.
Im Voodoo, das anders als im benachbarten Haiti eine religiöse Minderheit bildet, sind alle sexuellen Orientierungen einschließlich der praktizierten Homosexualität gleichberechtigt.